# Ochthebius benefossus
Ochthebius benefossus är en skalbaggsart som beskrevs av Leconte 1878. Ochthebius benefossus ingår i släktet Ochthebius och familjen vattenbrynsbaggar. Inga underarter finns listade i Catalogue of Life.